# Hermenegildo Sábat Lleó
Hermenegildo Sábat Lleó (Palma de Mallorca, 13 de abril de 1874 - Montevideo, 17 de febrero de 1931) fue un caricaturista, dibujante y pintor uruguayo de origen español.

## Biografía
Hijo del matrimonio de Mariano Sabat y Fargas y Viviana Concepción Lleó Andreu, llegó a Uruguay a temprana edad. Fue un colaborador del diario El Día y las revistas Bohemia y La Semana, entre otras publicaciones.
En 1917 asumió como director de la Escuela Nacional de Artes y Oficios sustituyendo a Pedro Figari. Fue dibujante de la revista de Eustaquio Pellicer Caras y Caretas en su versión argentina.

## Familiares
El poeta Carlos Sabat Ercasty era su medio hermano por parte de padre.
Su hijo fue el escritor Juan Carlos Sábat Pebet y su nieto, Hermenegildo Sábat fue un popular dibujante y caricaturista.